# Nolina cespitifera
Espèce
Nolina cespitifera est une espèce végétale de la famille des Asparagaceae. 